# Mars 2005

## Actualités du mois de mars 2005

### Mardi1ermars2005
- États-Unis, peine de mort : par cinq voix contre quatre, les juges de la Cour suprême ont décidé qu'un mineur ne pouvait être condamné à mort (affaire Roper v. Simmons), la qualifiant de châtiment cruel et inhabituel au sens du VIIIe amendement à la constitution. Cette décision est un revirement de la Cour par rapport à sa jurisprudence précédente établie en 1989 par l'arrêt Stanford contre Kentucky. La voix du juge Kennedy, conservateur modéré, a été décisive. En 1988, la Cour avait déjà interdit cette peine pour les moins de 16 ans[1],[2].
- France, droit d'auteur : la cour de cassation a jugé que les syndicats de copropriétaires sont désormais assimilés à des entreprises de spectacles et doivent payer des droits d'auteurs à la SACEM, ainsi qu'à toutes les autres sociétés de perception de droits d'auteurs. La cour s'est prononcée à la suite de plusieurs jugements prononcés contre la copropriété de Parly 2 (Le Chesnay, Yvelines) qui avait fait le choix d'une antenne parabolique commune pour la réception des programmes de télévision[3].
- Martinique, Fort-de-France : l'humoriste controversé Dieudonné a été agressé en se rendant dans les locaux d'Antilles Télévision[4][réf. incomplète].

### Mercredi2 mars 2005
- France, éducation : démission de la rectrice de l'académie de Toulouse, Nicole Belloubet-Frier. Elle a justifié sa décision car elle estime ne plus pouvoir accomplir sa mission avec les moyens mis à sa disposition.
- Informatique, Royaume-Uni : la reine Élisabeth II a fait Bill Gates « chevalier commandeur de l'ordre de l'Empire britannique » pour ses réussites économiques et ses œuvres de charité. Il ne pourra cependant pas porter le titre de « Sir », puisqu'il n'est pas citoyen britannique.
- Nations unies : le Conseil de sécurité des Nations unies soutient les casques bleus de la Monuc stationnés en Ituri (région de la République démocratique du Congo) et qui résistent aux attaques du Front nationaliste et intégrationniste de l'Ituri (FNI). Sur place, des membres de la communauté lendue accusent les casques bleus d'avoir tué des civils au cours de ces interventions contre les miliciens[5].
- Russie, censure : la Douma a voté une résolution enjoignant à la commission parlementaire de la culture d'enquêter sur la moralité de l'opéra Les Enfants de Rosenthal de Vladimir Sorokine, bientôt à l'affiche du Bolchoï, à Moscou. Cette pièce présente cinq compositeurs clonés par un scientifique[6].
- Togo : Kofi Yamgnane, ayant la double nationalité togolaise et française, ancien secrétaire d'État dans les gouvernements socialistes français de Pierre Bérégovoy et Édith Cresson (1991-1993) et ancien maire de Saint-Coulitz (Finistère), annonce dans une tribune du quotidien Le Monde (datée du 3 mars mais parue le 2) son intention de briguer la présidence de la République du Togo, lors de l'élection présidentielle consécutive à la mort du président Gnassingbé Eyadema, élection qui, selon les termes de la Constitution, devrait se tenir au plus tard le 5 avril 2005 (60e jour de la vacance de la fonction).

### Jeudi3 mars 2005
- Aéronautique : à bord de GlobalFlyer, l'américain Steve Fossett est le premier homme à réussir le tour du monde en avion sans escale en 67 h 2 min 38 s, avec départ et arrivée à l'aérodrome de Salina (Kansas). Il était financé par Richard Branson, fondateur du groupe Virgin. Ce tour du monde devait mesurer 36 787,559 km, soit la longueur du tropique du Cancer[7],[8].
- Azerbaïdjan, Bakou : assassinat dans la nuit du journaliste Elmar Hüseynov devant son domicile. Il était connu pour ses enquêtes sur la corruption du personnel politique local ; il avait passé six mois en prison après la publication de ses découvertes sur des proches du président İlham Əliyev.
- Canada, Alberta : quatre agents de la Gendarmerie royale du Canada (GRC) sont tués au cours d'une opération anti-drogue près de Mayerthorpe, dans l'Alberta[9].
- France, Angers : ouverture d'un procès où sont jugés 39 hommes et 27 femmes pour des faits de pédophilie : agressions sexuelles, viols, de proxénétisme et non dénonciation de ces crimes, entre 1999 et 2002, sur des enfants âgés de quelques mois à douze ans. Le ministère public garantit avoir préparé un dossier qui éviterait une nouvelle « affaire d'Outreau »[10],[11].
- France-Irak, affaire Julia : dans la prise d'otages de la journaliste Florence Aubenas et de son guide, le Premier ministre Jean-Pierre Raffarin a annoncé que les auteurs devaient s'adresser aux autorités françaises s'ils voulaient négocier. D'après la DGSE, le député Didier Julia n'avait pas de nouvelles informations à communiquer, alors que son nom était cité par Mme Aubenas dans une vidéo.
- France, économie : Louis Schweitzer, ancien président-directeur général du groupe Renault, est nommé président de la Haute autorité de lutte contre les discriminations et pour l'égalité (Halde).
- Polynésie française : Oscar Temaru de l'Union pour la démocratie a été élu président de la Polynésie française avec trois voix d'avance sur son adversaire Gaston Tong Sang du Tahoeraa huiraatira, le parti de l'ancien président Gaston Flosse[12].

### Vendredi4 mars 2005
- France : le président de la République, Jacques Chirac, annonce que le référendum visant à la ratification du Traité établissant une Constitution pour l'Europe (la « Constitution européenne ») se déroulera le dimanche 29 mai 2005. Parmi les opposants souverainistes au projet de traité, quelques-uns font remarquer de manière discrète, dans les jours qui suivent la fixation de la date de la consultation, que M. Chirac, qui s'est efforcé depuis longtemps de « découpler » l'éventuelle adoption de la Constitution de la question, très controversée en France, d'une perspective d'adhésion de la Turquie à échéance d'une dizaine d'années, a choisi une date curieuse pour cette consultation populaire. Le 29 mai sera en effet la date du 552e anniversaire de la prise de Constantinople par les Ottomans, le 29 mai 1453. Pour cette raison, ces opposants au traité, malgré le refus constant par M. Chirac de tout « amalgame » entre les deux questions, choisissent d'y voir un symbole lié à leur contestation du projet de Constitution, auquel nombre d'entre eux s'opposent en considérant au contraire que les deux débats seraient intrinsèquement liés.
- France, université de Lyon 3 : les instances disciplinaires de l'université Jean-Moulin ont exclu pour cinq ans Bruno Gollnisch, dirigeant du Front national et enseignant de cette université, à cause de ses propos sur la Shoah[13].
- Irak : libération de la journaliste italienne Giuliana Sgrena enlevée le 4 février 2005, à Bagdad. Mais, elle a été blessée par des tirs américains contre le convoi qui la menait à l'aéroport ; Nicola Capilari, un des agents italiens chargés de sa protection est mort, un deuxième agant est grièvement blessé. Le président du Conseil italien, Silvio Berlusconi a réclamé une enquête aux autorités des États-Unis dont le président George W. Bush lui a présenté ses regrets dans la soirée[14].
Le président de la République, Carlo Azeglio Ciampi, semblait ne pas se satisfaire, samedi 5 mars, des « regrets » présentés par la Maison-Blanche, tandis que le compagnon de la journaliste, Pier Scolari, portait de graves accusations contre les troupes américaines, en disant que « les militaires américains ne voulaient pas qu'elle (Giuliana Segrana) s'en sorte vivante » car elle détiendrait, selon lui des informations gênantes pour les États-Unis. M. Scolari ajoute par ailleurs que « toute la fusillade a été suivie en direct par la présidence du Conseil qui était au téléphone avec un des membres des services spéciaux » [présents dans le convoi pris pour cible par les militaires américains]. De son côté, Fausto Bertinotti, secrétaire général du Parti de la Refondation Communiste, estime que « la seule chose à faire maintenant est de retirer [les] troupes [italiennes] d'Irak ».
Quant au parquet de Rome (la procura di Roma), il a ouvert une information judiciaire pour homicide volontaire aggravé ([...] procede per omicidio volontario aggravato).
- Irak : le même jour, un soldat du contingent bulgare de la coalition, le mitrailleur Gardi Gardev, est tué par un tir de l'armée américaine, dans une « bavure » s'expliquant apparemment par les circonstances de l'incident : le soldat bulgare aurait en effet tiré en l'air afin de mettre en garde un véhicule civil irakien qui s'approchait de son véhicule blindé, ce qui aurait été interprété comme une menace par une position de communication de l'armée américaine qui se trouvait à proximité et aurait alors procédé à des tirs nourris qui auraient coûté la vie au soldat allié. L'opposition parlementaire bulgare du Parti socialiste bulgare (PSB, ex-communiste) tire parti de cet incident pour mettre dans l'embarras le gouvernement de centre-droit de l'ex-roi Siméon II, alias Siméon de Saxe-Cobourg-Gotha et exiger le retrait du contingent bulgare d'Irak, ceci quelques mois avant les élections législatives prévues en juin, pour lesquelles elle part favorite, et à peu près au moment où est censé avoir lieu le relèvement des 450 hommes du contingent bulgare en Irak.
- Portugal : le Premier ministre José Sócrates (PS) a présenté son gouvernement composé de seize ministres.
- Québec : plus de 67 000 étudiantes et étudiants en grève générale illimitée à travers le Québec afin de dénoncer, entre autres choses, les coupures de 103 millions de dollars faites dans les prêts et bourses aux études supérieures par le Parti libéral du Québec. Malgré tout, les coûts d'études au Québec sont les plus bas à travers tout le Canada[15].
- Turkménistan, santé : le président Saparmyrat Nyýazow ordonne la fermeture de tous les hôpitaux car « ils ne servent à rien », sauf celui de la capitale. Le dictateur turkmène a pourtant été récemment opéré de l'œil[16].
- Ukraine : Iouri Kravtchenko, ancien ministre de l'Intérieur, a été retrouvé mort à son domicile ; il se serait visiblement suicidé. Le même jour, il était convoqué par la police au sujet de l'assassinat du journaliste Gueorgui Gongadzé, en septembre 2000[17].

### Dimanche6 mars 2005
- Chili : Gladys Marin, figure historique du parti communiste chilien et un des symboles de la lutte contre la dictature militaire d'Augusto Pinochet, est morte cette nuit à Santiago à l'âge de 63 ans, victime d'une tumeur cérébrale.
- Bolivie : le président Carlos Mesa annonce son intention de remettre sa démission, 17 mois après son élection, à la suite d'importantes vagues de manifestations et à une tentative de blocage des principaux axes routiers du pays à l'appel d'Evo Morales, chef de file du Mouvement Vers le Socialisme (opposition de gauche) et chef de file des planteurs de coca boliviens. L'opposition avait en vain tenté de faire adopter au Congrès, vendredi 4 mars, un projet de loi sur les hydrocarbures, visant à une surtaxation des compagnies pétrolières étrangères. Le Congrès doit toutefois approuver formellement cette démission avant qu'elle ne soit effective. D'importantes manifestations de soutien au président « démissionnaire », dans les principales villes de Bolivie le 6 mars au soir, ainsi que le soutien affiché par l'armée lundi 7 mars, laissent à penser que cette « démission » serait susceptible d'être refusée par le Congrès et aboutir ainsi à un renforcement du camp gouvernemental, jusque-là affaibli par les manifestations de l'opposition.
- Moldavie : élections législatives dans cette ancienne république soviétique ; le Parlement élit le président de la République. Le parti communiste du président Vladimir Voronin, donné favori grâce à un bilan économique favorable et un discours en faveur d'une intégration du pays à l'Union européenne, obtient 56 sièges sur 101 : les communistes continueront à gouverner, mais vont devoir composer pour l'élection du président élu à la majorité des trois cinquièmes. Le PC avait été élu en 2001 sur un programme pro-russe.
- Cependant, la Russie surveille ce pays en raison de la présence d'une importante communauté russe et de l'Armée rouge en Transnistrie et de l'importance des exportations de gaz russe dans l'économie moldave[18],[19],[20].

### Lundi7 mars 2005
- Afrique du Sud, Pretoria : le conseil municipal de Prétoria a voté le changement de nom de la ville pour Tshwane ; Prétoria restant le nom du centre historique de la ville. Ce nom est celui donné à une rivière proche par un ancien chef de tribu. Si le maire Smangaliso Mkhatshwa justifie ce choix après des années de débats en citant les exemples d'Harare (Zimbabwe) et de Maputo (Mozambique), les opposants à ce changement évoquent le coût du remplacement des panneaux routiers et des papiers administratifs (évalués à environ 130 millions d'euros)[21].
- Belgique, Bruxelles : inauguration par le roi Albert II et son épouse la reine Paola de l'exposition Made in Belgium (fabriqué en Belgique, en anglais). À travers de nombreux objets, elle présente l'histoire du royaume de Belgique, pour son 175e anniversaire.
- Économie : Harry Stonecipher, président de Boeing, quitte la tête du groupe. Il est remplacé par James Bell.
- États-Unis, droit international public : information révélée par le Washington Post du 10 mars 2005, Condoleezza Rice a annoncé par courrier le 7 mars au secrétaire général des Nations unies que les États-Unis d'Amérique se retiraient du protocole optionnel à la convention de Vienne de 1963 sur les relations consulaires. Ce texte permet aux accusés étrangers d'être assisté par leur consulat. Or, la Cour internationale de justice a obligé à plusieurs reprises les États-Unis à rejuger des ressortissants étrangers condamnés à mort, car ils n'avaient pas été informés de leur droit à être ainsi assistés[22].
- États-Unis, ONU : le président George W. Bush a nommé John Bolton ambassadeur des États-Unis aux Nations unies. Ce choix surprend car M. Bolton est connu pour avoir régulièrement dénigré l'ONU. Certains observateurs politiques se demandent si le Sénat confirmera cette nomination.
- France : le parquet de Paris ouvre une information judiciaire contre Jean-Marie Le Pen, président du Front national, pour « apologie de crimes de guerre », faisant suite à un passage controversé d'une entretien accordé à l'hebdomadaire Rivarol, dans lequel l'homme politique, après avoir déclaré que « en France du moins, l'occupation allemande n'a pas été particulièrement inhumaine, même s'il y eut des bavures, inévitables dans un pays de 550.000 kilomètres carrés », il ajoutait — et c'est ce passage qui est visé par le parquet de Paris — : « Je me souviens que dans le Nord, un lieutenant allemand, fou de douleur que son train de permissionnaires ait déraillé dans un attentat, causant ainsi la mort de ses jeunes soldats, voulait fusiller tout le village : il avait d'ailleurs déjà tué plusieurs civils. Et c'est la Gestapo de Lille, avertie par la SNCF, qui arriva aussitôt à deux voitures pour arrêter le massacre ». Sur le même sujet, le parquet de Paris avait déjà ouvert une enquête préliminaire au mois de janvier, à la demande expresse de Dominique Perben, garde des Sceaux, ministre de la Justice.
- Italie : Nicola Calipari, officier des services secrets italiens, tué vendredi 4 mars dans des circonstances troubles par des tirs de l'armée américaine à Bagdad, lors de la libération de la journaliste Giuliana Sgrena, en lui faisant rempart de son propre corps, a été honoré par des obsèques nationales en la basilique de Sainte-Marie-des-Anges à Rome. Les plus hautes autorités italiennes, au premier rang desquelles le président de la République Carlo Azeglio Ciampi et le président du Conseil Silvio Berlusconi, ont participé à la cérémonie, qui a été retransmise en direct par plusieurs chaînes de télévision.
- Québec : les étudiantes en grève construisent un bidonville devant le parlement québécois où ils/elles comptent passer la nuit afin de temoigner de leur situation financière depuis le budget du gouvernement Charest[23].

### Mardi8 mars 2005
- Le monde entier célèbre la Journée internationale des Femmes, événement institué par l’ONU en 1977 pour dresser un bilan des progrès réalisés en matière d'égalité des sexes.
- Bolivie : le Congrès bolivien – à l'unanimité des 130 députés et 27 sénateurs présents – a refusé la démission du président Carlos Mesa, démission qui avait été annoncée dimanche 6 mars et présentée formellement le lendemain. Le président, dont le pouvoir sort relativement renforcé par cette épreuve – consécutive à une crise sociale liée à un projet de loi controversé sur les hydrocarbures – a ensuite remanié son gouvernement, conservant sept ministres de l'ancienne équipe et en nommant huit nouveaux, parmi lesquels trois femmes (ce qui est une nouveauté en Bolivie, et qui intervient lors d'une journée chargée de symbolique pour la « cause des femmes » à travers le monde).
- France : manifestations d'environ 130 000 lycéens dans plusieurs villes du pays pour le retrait du projet de loi proposé par le ministre de l'Éducation nationale, François Fillon, et déjà votée à l'Assemblée nationale. M. Fillon a affirmé mercredi 2 mars : « rien ne pourra faire que la loi soit retirée du débat parlementaire ».
- Kosovo : le Premier ministre du Kosovo Ramush Haradinaj, ancien dignitaire de haut rang de l'Armée de libération du Kosovo (UCK) durant la guerre de 1998-1999, est inculpé de « crimes de guerre »  par le Tribunal pénal international pour l'ex-Yougoslavie (TPI). Il démissionne aussitôt de ses fonctions dans le gouvernement kosovar et annonce sa décision de se rendre à La Haye afin d'y répondre des accusations portées contre lui. Le détail des faits reprochés à M. Haradinaj est pour le moment non connu, mais les incriminations émanent notamment de la justice serbe, laquelle lui impute 108 crimes de guerre supposés contre des civils serbes au Kosovo.
- Liban : un million et demi de Libanais sont descendus dans la rue pour dénoncer les pressions internationales demandant le retrait des troupes syriennes du Liban[24].
- Tchétchénie : les autorités russes ont annoncé que les forces spéciales du FSB ont tué le président indépendantiste tchétchène Aslan Maskhadov, dans le village de Tolstaoï-Iourt[25].
- Terrorisme, Madrid : un an après les attentats du 11 mars 2004, la ville de Madrid (Espagne) accueille pendant trois jours une conférence internationale sur le terrorisme.

### Mercredi9 mars 2005
- France : manifestation des chercheurs pour appeler le gouvernement à tenir ses promesses de l'année passée.
- France, Hérault : des manifestations de viticulteurs du Languedoc-Roussillon ont été ponctuées de dégradations matérielles et parfois d'échauffourées avec les forces de l'ordre dans les rues de Montpellier et de Sète. Le péage autoroutier de Bessan (près d'Agde) a été saccagé. Les viticulteurs de cette région estiment avoir respecté les différentes législations européennes sur l'agriculture, mais ils prétendent qu'ils sont victimes de régions françaises et européennes qui ne les respectent pas en surproduisant[26].
- France, Constitution européenne : le président de la République, Jacques Chirac, signe le décret soumettant au référendum (le 29 mai) l'autorisation de ratifier le « Traité établissant une Constitution pour l'Europe ».
- Jeux olympiques, Paris 2012 : Paris reçoit jusqu'au samedi 12 mars la commission d'évaluation du Comité international olympique pour tester sa candidature à l'organisation des Jeux olympiques en 2012.
- Kosovo : dès son arrivée aux Pays-Bas, le Premier ministre démissionnaire Ramush Haradinaj, venu librement pour répondre à l'inculpation de « crimes de guerre », a été conduit à La Haye, où se trouve le centre de détention du Tribunal pénal international pour l'ex-Yougoslavie.
- Québec, Canada : grève plus de 80 000 étudiants québécois sont en grève, en opposition aux coupures dans l'aide financière aux études effectuées par le gouvernement Charest.  Par ailleurs, les étudiants ont occupé les bureaux du ministre de l'Éducation à Châteauguay afin de manifester leur mécontentement pour l'inertie de Jean-Marc Fournier.
- Canada : Le 9 mars, 2005 la province de l’Ontario promulgua la Loi modifiant la Loi de 1999 sur la ville d'Ottawa  http://www.ontla.on.ca/documents/Bills/38_Parliament/Session1/b163_f.htm  et alors reconnaissait officiellement le caractère bilingue de la ville d’Ottawa. Ceci avait pour effet de promulguer le bilinguisme officiel pour la capitale nationale du Canada.

### Jeudi10 mars 2005
- Chine et États-Unis : Lenovo, le plus grand producteur d'ordinateurs en Chine va se porter acquéreur de la division des ordinateurs personnels de IBM[27].
- France : plusieurs syndicats appellent les salariés du secteur privé et du secteur public à une grève générale pour demander au gouvernement de Jean-Pierre Raffarin des mesures pour aider à l'amélioration du pouvoir d'achat des ménages, la défense des services publics. Les chances de réussite sont faibles : depuis 2003 la phrase de M. Raffarin « ce n'est pas la rue qui gouverne », peu de grévistes ont été entendus et contentés ; de plus, malgré le remaniement de mars 2004 (Gouvernement Jean-Pierre Raffarin (3)) pour laisser une deuxième chance au gouvernement pour mieux expliquer les réformes engagées, en une semaine, il y  a eu trois jours de manifestations en France. La mobilisation a réuni environ 500 000 personnes.
- Liban : le président Émile Lahoud a appelé le pro-Syrien Omar Kamaré à former un gouvernement d'union nationale avec l'opposition qui manifeste régulièrement dans Beyrouth depuis l'assassinat de Rafic Hariri. Cependant, les chefs des partis d'opposition ne semblent pas enclins à participer à ce cabinet[28].
- Québec, Canada : l'Université Concordia et l'École polytechnique de Montréal se joignent à la grève qui regroupe déjà plus de 80 000 étudiants québécois. Il s'agit du premier mandat de grève de l'histoire de l'association des étudiants de Polytechnique, qui regroupe les étudiants d'études universitaires de premier cycle.  Par ailleurs, plusieurs étudiants du secondaire ont débrayé à leur tour afin d'apporter leur soutien à la cause étudiante[29].
- Rwanda : Les tribunaux populaires « gacaca », qui jugent les exécutants du génocide des Tutsis et le massacre des modérés Hutus de 1994, se tiennent à travers tout le Rwanda. La phase pilote de ces tribunaux avait commencé en 2001. Voir Génocide au Rwanda

### Vendredi11 mars 2005
- Argentine : le président Néstor Kirchner appelle ses concitoyens à boycotter les stations-service de la compagnie Shell car elle a augmenté le prix de l'essence dans un prix en proie à l'inflation[30].
- France, sortie de la console à double-écran de Nintendo : la Nintendo DS
- France, Corse : en une semaine, six attentats ont visé des institutions et entreprises publiques (gendarmerie nationale, EDF, Direction départementale de l'Équipement) alors que s'est ouvert jeudi 10 mars le procès de Charles Pieri, soupçonné par la police d'être le chef d'un groupe clandestin FLNC-UC (un des mouvements issus du Front de libération nationale de la Corse).
- France, Saint-Maur-des-Fossés, Val-de-Marne : Une employée du centre médico-psychologique Jean-Moulin de Saint-Maur-des-Fossés a été grièvement blessée à coups de couteau vendredi 11 mars par un malade suivi pour schizophrénie. La victime, âgée d'une cinquantaine d'années, a reçu deux coups de couteau dans le thorax et un autre à l'abdomen, selon le SAMU 94.
- France, Éducation nationale : Le Figaro a révélé qu'un rapport de la Cour des comptes, non encore officiellement rendu public, révèle que l'équivalent de 32 000 enseignants à temps plein de l'enseignement primaire et secondaire n'enseignent pas tout en étant payé (coût estimé : 1,5 milliard d'euros). Le rapport accuse principalement l'administration de l'Éducation nationale pour une mauvaise gestion des personnels de remplacement, mais également pour payer elle-même des enseignants détachés auprès d'autres administrations ou associations plus ou moins liées à l'enseignement[31].
- Népal : libération de l'ancien premier ministre Sher Bahadur Deuba et de 18 autres personnes emprisonnés depuis que le roi Gyanendra a pris les pleins pouvoirs, le 1er février 2005.

### Samedi12 mars 2005
- Autorité palestinienne : pour la première fois depuis les accords d'Oslo de 1993, le Hamas souhaite participer aux élections législatives palestiniennes prévues pour l'été 2005[32].
- Football : l'arbitre suédois Anders Frisk arrête sa carrière internationale. Sa décision a été provoquée par les menaces de mort reçues depuis son arbitrage du match Ligue des champions entre le Chelsea FC et le FC Barcelone. L'équipe anglaise de Chelsea et ses supporteurs accusent l'arbitre de partialité.
- Hong Kong : le gouvernement chinois accepte la démission du chef de l'exécutif de Hong Kong Tung Chee-Hwa du 10 mars dernier et nomme pour assurer l'intérim Donald Tsang, conformément à la Loi fondamentale de Hong Kong.
- Québec : manifestation monstre des étudiants québécois à Montréal pour dénoncer les restrictions budgétaires dans l'éducation. À l'heure actuelle, plus de 85 000 étudiants sont en grève générale illimitée à travers le Québec, ce qui représente environ 20 % de tous les cégepiens et universitaires du Québec. En outre, le mouvement doit s'amplifier au cours de la semaine prochaine alors qu'au moins 20 000 autres étudiants prévoient de se mettre en grève. Entre-temps, la présidente du conseil du Trésor, Monique Jérôme-Forget, se dit d'accord pour réinjecter de l'argent, ce qui laisse croire que le gouvernement Charest pourrait revenir sur ses pas assez prochainement[33].

### Dimanche13 mars 2005
- Argentine-Chili : l'Argentine a remis l'ancien nazi Paul Schaefer aux autorités du Chili qui le soupçonnent de pédophilie et de torture pendant la dictature d'Augusto Pinochet. En 1961, Schaefer avait créé au Chili une secte, la Colonia Dignidad, dont il avait disparu alors que les autres dirigeants étaient arrêtés et jugés pour pédophilie[34].
- France, Paris : révélé par Le Journal du dimanche, la tour Montparnasse, plus haut gratte-ciel parisien, est infestée d'amiante. Les copropriétaires s'interrogent sur la façon de « désamianter » l'édifice.
- France, Paris, manifestation contre la fin de la trêve hivernale qui aura lieu le 15 mars, à l'appel d'un collectif regroupant notamment l'association Droit au logement, la Ligue française des droits de l'homme, AC !  et la Confédération paysanne qui demande l'arrêt des expulsions sans relogement, la fin des ventes à la découpe d'immeubles, et un dispositif de modération des loyers.
- Israël, territoires occupés : le gouvernement israélien a décidé de démanteler les colonies non autorisées en territoires occupés (bande de Gaza et Cisjordanie) créées depuis 2001[35].
- République centrafricaine : élection présidentielle dans ce pays ruiné. Le favori est le général François Bozizé, qui a renversé par un coup d'État en 2003 Ange-Félix Patassé exilé au Togo.
- Togo : funérailles du président Gnassingbé Eyadéma, mort le 5 février 2005.
- Vatican, église catholique romaine : le pape Jean-Paul II est rentré au Vatican après huit jours de soin à la clinique Gemelli de Rome.

### Lundi14 mars 2005
- Chine-Taïwan : l'Assemblée nationale de la République populaire a voté une loi permettant l'usage de la force si la République de Chine (Taïwan) déclare son indépendance. La République populaire considère Taïwan comme une province rebelle ; sur l'île, des mouvements politiques veulent depuis quelques années se déclarer formellement indépendants de la Chine.
- États-Unis, Californie : saisi sur le fond par le maire de San Francisco, Gavin Newsom, un juge de la ville a estimé qu'une loi californienne qui limiterait le mariage à une union entre un homme et une femme serait anticonstitutionnelle car elle ne respecterait pas l'égalité entre les citoyens. Le juge affirme dans sa décision que « pour résumer, des mariages entre personnes du même sexe ne peuvent pas être interdits uniquement parce que la Californie a toujours agi comme ça ». Lors des dernières élections en novembre 2004, onze États des États-Unis avaient adopté par référendum des législations interdisant le mariage homosexuel[36].
- Québec : le mouvement étudiant prend de l'ampleur. 100 000 étudiants sont actuellement en grève pour réclamer l'abolition de la réforme des prêts et bourses qui transforme 103 M$ de bourses en prêts. Le mouvement prend de l'ampleur et plus de 200 000 étudiants risquent de débrayer le mercredi le 16 mars. Le gouvernement entend proposer des pistes de « solutions porteuses » d'ici la fin de la semaine à la FEUQ (Fédération Étudiante Universitaire du Québec) et à la FECQ (Fédération étudiante collégiale du Québec). Ces deux associations étudiantes ont rappelé aujourd'hui au gouvernement Charest qu'elles ne signeraient pas d'entente en deçà des 103 M$ réclamés. Le ministre Fournier a écarté la CASSÉÉ (Coalition de l'ASSÉ Élargie) des négociations car elle n'a pas voulu condamner les actes de « violence » de la semaine dernière.
- ONU : à Genève (Suisse), la Commission des droits de l'homme commence sa 61e session, qui s'achèvera le 22 avril. Louise Arbour, haute commissaire de l'ONU aux droits de l'homme a déclaré dans son discours : « Qu'il s'agisse de faire face à des situations de violations à grande échelle ou de violations sporadiques des droits de l'homme, notre approche des droits de l'homme, en matière de diplomatie — à la fois aux plans bilatéral et multilatéral, demeure insatisfaisante. » Mme Arbour a également rappelé que « l'obligation de respecter et d'assurer l'application des droits de l'homme incombait aux États. Quand les États violent ces droits, soit directement du fait de leurs propres actions, soit indirectement en échouant à mettre en œuvre les traités ou à contraindre d'autres entités à les respecter, ils en portent la responsabilité. » — [37]
- Togo : plusieurs partis politiques d'opposition ont désigné Emmanuel Akitani Bob de l'Union des forces de changement (UFC) comme leur candidat unique à l'élection présidentielle du 24 avril 2005. Il s'était déjà présenté à l'élection de 2003 et avait recueilli un tiers environ des suffrages derrière le président Gnassingbé Eyadéma.
- France, Conseil d'État : saisie en urgence par Bruno Gollnisch, professeur à l'université de Lyon-3 et par ailleurs délégué général du Front national, à la suite de diverses déclarations à son encontre faites par Alain Morvan, recteur de l'Académie de Lyon, déclarations faisant suite aux propos controversés tenus par M. Gollnisch lors d'une conférence de presse le 11 octobre 2004, la section du Contentieux du Conseil d'État – juridiction administrative française suprême – ordonne « aux autorités administratives ayant à connaître de l'action disciplinaire qui a été engagée à l'encontre de M. Bruno Gollnisch, en raison des propos qu'il a tenus le 11 octobre 2004, de s'abstenir de prendre des positions publiques, tant à son sujet qu'en ce qui concerne les poursuites pénales diligentées du fait de ces mêmes propos, dans des conditions qui seraient contraires au principe de la présomption d'innocence », ainsi que le versement par l'État à M. Gollnisch d'une somme de 2 000 euros au titre de l'article L. 761-1 du code de justice administrative[38],[39].

### Mardi15 mars 2005
- Cisjordanie, Jéricho : à la suite d'un accord avec Israël, l'Autorité palestinienne va assurer elle-même la sécurité de Jéricho. C'est la première application des transferts ainsi prévus le 8 février 2005 par Mahmoud Abbas et Ariel Sharon au sommet de Charm el-Cheikh, en Égypte. Les autres villes à transférer sont Tulkarem, Bethléem, Ramallah et Kalkilya[40].
- France, droit d'auteur : la Cour de cassation a rendu un arrêt qui déboute les artistes Daniel Buren et Christian Drevet, et confirme les jugements de première instance et de la cour d'appel. Ils avaient porté plainte contre des éditeurs de cartes postales montrant leur aménagement de la place des Terreaux. La Cour reconnaît que l'aménagement est « une œuvre en soi », mais que les cartes postales en cause montraient l'ensemble de la place, dont il « constitue un simple élément »[41].
- Israël, Jérusalem : inauguration du nouveau bâtiment du mémorial de Yad Vashem[42].
- Littérature : plus d'un an et demi après sa publication, le cardinal Tarcisio Bertone ordonne, sur Radio Vatican, aux fidèles de ne pas lire, ni acheter le roman Da Vinci Code.
- Philippines, Manille : les forces de l'ordre ont mis fin à une mutinerie dans une prison de Manille, commencée la veille. Vingt-et-un détenus sont morts dans l'assaut, dont trois des dirigeants du groupe islamiste Abu Sayyaf : Galib Andang (« commandant Robot »), Nadjmi Sabdulla (« Global ») et Alhamser Limbong (« Kosovo »)[43].
- Sommaire
  - Kosovo : L'envoyé de l'ONU condamne l'attaque à la bombe contre le Président Rugova[44].
  - Israël, Jérusalem : L'Holocauste occupe une place unique dans l'histoire des Nations unies, affirme Kofi Annan à Jérusalem[45].
  - Moyen-Orient : le Secrétaire général aborde avec les ministres israéliens les prochaines étapes de la Feuille de route[46].
  - Proche-Orient : En tournée au Proche-Orient, le Secrétaire général rencontre Ariel Sharon et Mahmoud Abbas[47].
  - Somalie : le Conseil de sécurité appelle à une application stricte de l'embargo sur les armes[47].
  - Stockholm : La Vice-Secrétaire générale appelle au financement du Fonds mondial contre le sida, la tuberculose et le paludisme[48].
  - Haïti démarre ses opérations de démobilisation, premier pas vers la réconciliation nationale[49].
  - Burundi : le Conseil de sécurité invite les dirigeants politiques à tenir rapidement des élections[50].

### Mercredi16 mars 2005
- États-Unis, pétrole : le Sénat a voté la loi de finances, à laquelle les républicains avaient inclus l'autorisation de faire des forages pétroliers dans une réserve naturelle de l'Alaska, l'Arctic National Wildlife Refuge. Le texte doit être confirmé par un vote de la Chambre des représentants.
- Irak, Bagdad : avec au loin des bruits de combat, l'Assemblée nationale de transition irakienne a ouvert sa séance inaugurale, dont se félicite le secrétaire général des Nations unies Kofi Annan[51].
- Iran : un tueur en série reconnu responsable de la mort de 21 enfants a reçu 100 coups de fouet, un coup de couteau avant d'être pendu en place publique[52].
- Montréal, Canada : plusieurs milliers d'étudiants, de 80 000 à 100 000, venus de tous les coins de la province, sont descendus dans les rues de la métropole pour protester contre les coupures dans le régime de prêts et bourses du gouvernement de Jean Charest. Plus de 230 000 étudiants sont actuellement en grève sur les 450 000 étudiants des réseaux collégiaux et universitaires. Il s'agit de la toute première grève de l'École polytechnique de Montréal ainsi que de l'École des hautes études commerciales de Montréal. Le ministre de l'éducation Jean-Marc Fournier avait fait une proposition le mardi 15 mars, de 41,5 millions de dollars pour 2005, montant qui atteindrait graduellement 95,5 millions en 2009. Mais les associations étudiantes ont précisé qu'ils ne descendront pas en deçà des 103 M$ réclamés[53].
- Union européenne : l'Union européenne a reporté l'ouverture des négociations  d'adhésion avec la Croatie  en demandant à ce pays  de livrer le général Ante Gotovina  au Tribunal pénal international. Bien qu'accusé de crimes de guerre et crimes contre l'humanité, celui-ci est considéré comme un héros national par la population croate pour avoir participé à la reconquête de la Krajina.
- Sommaire
  - Tsunami : le secrétaire général nomme Erskine Bowles au poste d'envoyé spécial adjoint pour la reconstruction[54].
  - La crise humanitaire dans l'est de la République démocratique du Congo est plus grave que celle du Darfour, selon Jan Egeland[55].
  - Côte d'Ivoire : l'Opération des Nations unies en Côte d'Ivoire demande l'ouverture d'une enquête sur la mort de 13 détenus[56].
  - Burundi : le déficit alimentaire qui s'aggrave menace le processus de paix[57].

### Jeudi17 mars 2005
- Belgique : vote d'une loi protégeant les sources des journalistes par la Chambre des représentants. Les journalistes travaillant en Belgique pourront taire leurs sources, ainsi que leurs collaborateurs techniques (cadreur, preneur de son, monteur). Une exception a été définie en cas de menace à l'intégrité physique des personnes[58].
- France, Académie française : élection de René Girard, professeur de littérature comparée et philosophe chrétien, au fauteuil 37, où il succède au révérend père Ambroise-Marie Carré, décédé le 15 janvier 2004.
- France, chemin de fer : la compagnie nationale, la SNCF, a présenté son nouveau logo. Sa conception a coûté 67 000 euros et sa mise en place progressive dans les lettres, dans les gares et sur les trains devrait coûter 4 millions d'euros.
- France, référendum sur la Constitution européenne : tenant meeting à Strasbourg dans le cadre de la précampagne de son parti pour le référendum du 29 mai, Nicolas Sarkozy, président de l'UMP, se déclare « pas du tout inquiet » à l'annonce de la publication d'un sondage CSA-Le Parisien-Aujourd'hui en France, à paraître vendredi 18 mars dans ces deux quotidiens, qui est le premier à faire apparaître la possibilité d'une victoire du « non » lors du référendum (51 % de non, 49 % de oui et 53 % d'abstentions ou de votes blancs ou nuls)[59]. Dans le même temps, un autre sondage TNS Sofres-Unilog pour RTL, Le Monde et LCI, réalisé les 9 et 10 mars (la veille et le jour même de manifestations en France en faveur de l'augmentation des salaires et du pouvoir d'achat), avait également été publié mardi 15 mars, et se traduisait lui aussi par une baisse sensible des intentions de vote en faveur de la ratification (56 % de oui, 44 % de non, 37 % n'ayant pas exprimé d'intention de vote), tout en estimant probable une victoire du oui (68 % de oui, 13 % de non et 19 % de « sans opinion »).
- Génétique : la revue scientifique Nature publie des articles sur le séquençage du chromosome X chez l'être humain.
- Québec, il y a cinquante ans aujourd'hui, la suspension de Maurice Richard, deux semaines avant les éliminatoires, pour avoir bousculé un arbitre, provoquait une importante émeute au Forum de Montréal. La présence dans les gradins ce soir là de Clarence Campbell, président de la LNH et responsable de la suspension du « Rocket », a été la goutte qui avait fait déborder le vase. La suspension imposée par le président Campbell a été perçue par les Québécois comme une profonde injustice envers leur idole qui portait alors les aspirations du peuple. Le 17 mars 1955, les Red Wings de Détroit sont à Montréal pour affronter le Canadien. Au moment où le Canadien est dominé 4-1 par les Red Wings, Clarence Campbell fait son apparition, en compagnie de sa secrétaire, et prend place à son siège. Les partisans du Canadien perçoivent l'attitude du président comme une arrogante provocation. Il est pris à partie, il reçoit des tomates, une gifle, et une grenade lacrymogène explose à proximité de lui. Plusieurs historiens classent aujourd'hui cet événement comme l'un des déclencheurs de la Révolution tranquille.
- Québec : Lors de son émission matinale, « Le monde parallèle de Jeff Fillion », Jean-François Fillion quitte son poste d'animateur. Le président de Genex Communications et propriétaire de CHOI Radio X, Patrice Demers, affirme en conférence de presse que : « Jeff Fillion n'avait pas le goût de faire de la radio dans le contexte que nous et la société lui imposions ».
- Royaume-Uni : pour la première fois depuis 23 ans, la Victoria Cross a été remise au soldat Johnson Beharry du 1er bataillon du régiment royal de la princesse de Galles (né à Grenade), pour deux actes d'héroïsme à Al-Amara, en Irak. Dans le premier, il a réussi à sauver des soldats sous le feu ennemi malgré un incendie dans son véhicule blindé ; dans le second, il a réussi à ramener son engin malgré une blessure à la tête. Il est l'un des treize médaillés vivants sur les 1 355 militaires qui ont été brave face au feu de l'ennemi[60].
- Soudan, Conseil de sécurité des Nations unies : le Conseil de sécurité n'a pas réussi à voter une résolution sur deux problèmes au Soudan. La première partie ne pose pas de problème : envoi d'une force internationale au Sud-Soudan pour aider à la pacification. Cependant, les sanctions contre le gouvernement soudanais sur les massacres du Darfour sont refusées par l'Algérie, la Chine et la Russie, et la volonté des pays de l'Union européenne de traduire les coupables devant la Cour pénale internationale révulse les États-Unis. Dans le même temps, les 2 000 soldats de l'Union africaine ne peuvent empêcher la poursuite des exactions.
- Tunisie : Abdessattar Ben Moussa, bâtonnier de l'ordre des avocats tunisiens, a tenu une conférence de presse pour dénoncer les « brutalités et [les] violations du droit de la défense » dans son pays. Le bâtonnier agit après deux semaines de tension entre la police, les juges et les avocats tunisiens après l'emprisonnement de l'avocat Mohamed Abbou pour « incitation à enfreindre des lois ».
- Sommaire
  - Liban : Kofi Annan s'attend à un retrait complet des troupes syriennes avant les élections[61].
  - Soudan : Jan Pronk demande de l'aide aux pays de l'Union européenne[62].
  - Le Conseil de sécurité proroge d'une autre semaine la mission préparatoire de l'ONU au Soudan[63].
  - L'OMS déconseille l'utilisation des lits de bronzage pour les moins de 18 ans[64].

### Vendredi18 mars 2005
- Angola, santé : l'Organisation mondiale de la santé (OMS) annonce que la maladie ressemblant à une fièvre Ebola semble toucher seulement les enfants de moins de cinq ans. Elle a tué 39 personnes en Angola depuis trois mois[65].
- France : échec des négociations sur une augmentation des salaires dans le secteur privé, qui avaient lieu dans le cadre de la Commission nationale de la convention collective. Le ministre délégué aux relations du travail, Gérard Larcher, a convié les syndicats de salariés et de patrons à se revoir le 10 juin prochain, après le référendum sur la constitution européenne du 29 mai.
- Kirghizstan : à Och, deuxième ville du pays, des manifestants ont attaqué un bâtiment public. Depuis le second tour des élections législatives des 27 février et 13 mars derniers, plusieurs faits similaires ont eu lieu dans le pays. Ces élections ont été largement remportés par les partis proches du gouvernement. Deux enfants d'Askar Akaïev, président du pays, ont été élus[66].
- New York, islam : une cérémonie religieuse musulmane a été dirigée par une femme, Amina Wadud, en présence de fidèles féminins et masculins. Professeure à la Virginia Commonwealth University, elle veut attirer l'attention sur la place des femmes dans la communauté musulmane[67].
- Paris, France : sommet à Paris où se rencontrent les dirigeants de trois pays de l'Union européenne avec Vladimir Poutine, président de Russie : le président français Jacques Chirac, et les chefs de gouvernement allemand Gerhard Schröder et espagnol José Zapatero. Ont été évoqués l'élection présidentielle ukrainienne, le programme nucléaire iranien et le départ des troupes syriennes du Liban. Ce sommet annonce le sommet Union européenne-Russie de Moscou, le 10 mai 2005.
- Québec : la colère étudiante s'accentue. Pendant que le ministre de l'Éducation Jean-Marc Fournier tente de convaincre l'opinion publique que sa proposition de remboursement de dette est meilleure que l'ancien régime de prêts et bourses, le mouvement étudiant prend de l'ampleur. Près de 150 000 étudiants des universités, des collèges et même des écoles secondaires sont en grève. La critique de l'opposition en matière d'éducation, Pauline Marois, demande au gouvernement de renoncer à « sa formule complexe et alambiquée de remise de dette ». En chambre, elle a qualifié le ministre Fournier de « nouveau Robin des Bois, volant aux pauvres pour redonner aux pauvres-pauvres ».
- Royaume-Uni : la commission des transports constate que la privatisation du métro de Londres n'a pas apporté d'améliorations (les retards et les problèmes de sécurité ont augmenté) bien que les dépenses publiques aient doublé depuis 1998 pour pallier les insuffisances. Les contractants privés, quant à eux, ont fait des bénéfices.
- États-Unis : Le Patriot Act est jugé anticonstitutionnel et illégal dans l'État du Nouveau-Mexique.
- Sommaire
  - Kofi Annan présentera lundi son rapport sur la réforme des Nations unies[68].
  - Le Burundi est sur la bonne voie mais le soutien de la communauté internationale est impératif, selon l'Envoyée de l'ONU[69].
  - Le Procureur de la Cour pénale internationale « conscient » du processus de réconciliation en Ouganda dans le cadre de son enquête[70].
  - Kosovo : l'Envoyé de l'ONU salue la nomination d'un nouveau Premier Ministre[71].
  - L'OMS crée une Commission pour s'attaquer aux causes sociales de la mauvaise santé[72].

### Samedi19 mars 2005
- Bruxelles, Union européenne : la Confédération européenne des syndicats (CES) appelle à une manifestation dans la capitale belge pour protester contre la directive Bolkestein, de nombreuses organisations syndicales (pas toutes membres de la CES, telles que, pour la France : l'Union syndicale Solidaires et la FSU) et des associations telles qu'Attac ou AC ! y ont répondu. De nombreuses organisations présentes en ont profité pour réaffirmer leur position sur la constitution européenne. Cette directive porte le nom d'un ancien commissaire européen, Frits Bolkestein. Le but de la CES est d'alerter les chefs d'État de l'Union qui se réunissent les 22 et 23 mars prochains. La manifestation a réuni entre 50 000 et 60 000 personnes[73].
- France, automobile : le constructeur Renault invite les conducteurs de véhicules de la marque équipés d'un limitateur de vitesse à venir chez ses concessionnaires pour se voir rappeler comment utiliser cet équipement. Il serait lié à plusieurs incidents ayant effrayé des propriétaires de véhicules Renault qui n'avaient pu ralentir leur véhicule dans des conditions de sécurité suffisantes. Pour le constructeur, la fiabilité du limitateur ne serait pas en cause, mais la mauvaise utilisation dans une situation de panique[74].
- Lomé, Togo : Gilchrist Olympio a tenu une réunion électorale en soutien au candidat de l'opposition pour l'élection présidentielle Emmanuel Akitani Bob. Dirigeant de l'Union des forces de changement (UDC), Olympio vit en exil en France.
- Médias : l'Agence France-Presse (AFP) poursuit Google en justice et réclame 17,5 millions de dollars, car le moteur de recherche reproduit sans autorisation des photographies, des titres et des amorces d'articles dans sa section Actualités (Google News).
- Polynésie française : élection de Virginia Teriiama à l'Académie tahitienne, institution qui s'efforce, depuis 1972, de promouvoir la langue tahitienne[75].

#### France
- Sondage IFOP-"JDD": Chirac - 5 (42 %), Raffarin + 1 (33 %)
- Dieudonné : six mois de prison contre ses agresseurs le 1er mars.
- Privé : Guillaume Sarkozy (Medef) : pas de négociations sur les salaires.
- Facteurs des Bouches-du-Rhône : fin de conflit après trois semaines.
- Carambolage sur l'A4 en Seine-et-Marne : pas de blessés.
- L'Agence France-Presse a engagé une action en justice contre Google.

#### Étranger
- Qatar : Explosion près d'une école britannique. Un mort, douze blessés.
- Pakistan : 35 morts dans une explosion près d'un sanctuaire musulman.
- Liban : l'opposition rejette l'appel au dialogue du Président Émile Lahoud.
- Bastia : Un mort dans l'effondrement de l'immeuble.
- Bastia : cinq blessés (un grave) dans l'effondrement d'un immeuble.
- Le président libanais n'assistera pas au sommet arabe d'Alger (22-23).
- Chine : Coup de grisou meurtrier dans une mine du nord du pays.
- Trois membres présumés de l'ETA arrêtés en France, selon Madrid.
- Trois policiers tués lors des funérailles d'un collègue à Kirkouk.
- Plusieurs blessés dans l'effondrement d'un immeuble à Bastia.
- Liban : le président invite pro et anti-Syriens à des discussions.
- Singapour met fin à ses opérations militaires en Irak.
- Pakistan : tir d'essai d'un missile longue portée à capacité nucléaire.
- Condoleezza Rice propose un partenariat US-japonais sur l'aide au développement.
- Condoleezza Rice lance un appel à la démocratisation de la Chine.
- Condoleezza Rice appelle Pyongyang à reprendre « immédiatement » les négociations.
- Airbus/Boeing : Les États-Unis menacent de retourner devant l'OMC.
- Liban : un attentat à l'est de Beyrouth fait plusieurs blessés.

### Dimanche20 mars 2005
- Belgique : les musulmans de Belgique renouvellent l'Assemblée générale des musulmans de Belgique, chargée de les représenter. L'Assemblée élit ensuite l'Exécutif des musulmans de Belgique (EMB) qui dialogue avec l'État[76].
- Qatar, Doha : attentat contre une école britannique de Doha[77].
- Sommaire
  - « Dans une liberté plus grande » : Kofi Annan propose dans son rapport une réforme sans précédent des Nations unies[78].
  - Réforme de l'ONU : un « contrat » proposé à la communauté internationale[79].

### Lundi21 mars 2005
- Île-de-France, justice : ouverture du procès des marchés des lycées d'Île-de-France[80].
- Estonie : démission du gouvernement de Juhan Parts. Le Parlement a voté une motion de censure en défaveur du ministre de la Justice Ken-Marti Vaher et son plan de lutte contre la corruption.
- France, Constitution européenne : un nouveau sondage réalisé les 18 et 19 mars par l'institut Ipsos pour le Figaro et Europe 1, confirme, trois jours après la publication, le 18 mars, d'un sondage dans Parisien révélant une tendance comparable, que la possibilité d'une victoire du « non » lors du référendum du 29 mai 2005 n'est pas à écarter. 52 % des personnes ayant exprimé une opinion lors de cette enquête s'y prononcent pour le « non », 48 % pour le « oui », 24 % des personnes se déclarant certaines d'aller voter n'ayant pas exprimé d'intention de vote et environ un tiers de l'échantillon total exprimant son intention de ne pas voter. Par rapport à un sondage similaire du même institut réalisé le 4 mars, les intentions de vote se sont largement inversées (60 % pour le « oui » et 40 % pour le « non »).
- Nations unies : le secrétaire général Kofi Annan présente officiellement un rapport pour la réforme des Nations unies et des relations entre États. Il propose notamment de créer une procédure d'entrée en guerre qui renforce le rôle du Conseil de sécurité[81].
- Québec : devant le refus de l'opposition de signer un chèque en blanc, le gouvernement a dû faire appel à la loi du baillon pour faire adopter les crédits requis au fonctionnement de l'État pour les trois prochains mois. C'est la première fois depuis 64 ans qu'un gouvernement n'est pas en mesure de déposer un budget à la date butoir. Le gouvernement Charest en a plein les bras, en plus des 170 000 étudiants en grève qui « réfléchissent », les enseignants, dont le contrat de travail est expiré depuis deux ans, ont voté en faveur de deux journées de grève.
- Sommaire
  - Présentant son Rapport, Kofi Annan espère des décisions au Sommet d'évaluation du Millénaire[82].
  - « Dans une liberté plus grande » : le Rapport exposé lors d'une conférence de presse[83].
  - R. D. du Congo : le Gouvernement et les milices renvoyées à leurs responsabilités par Jan Egeland et la MONUC[84].
  - Liban : il faudra combler le vide créé par le retrait des forces syriennes, affirme Kofi Annan[85].
  - Kirghizistan : appel du Secrétaire général au dialogue sur fond de controverses électorales[86].

### Mardi22 mars 2005
- Économie, équipement de ski : Quiksilver, entreprise d'habillement et d'équipement australienne spécialisée dans le surf, annonce le rachat de l'entreprise française d'équipement de ski, Rossignol.
- France, pavillon naval : grève de la marine marchande française alors que l'Assemblée nationale commence l'examen d'une proposition de loi du sénateur UMP Henri de Richemont. Cette proposition veut rendre attrayante l'immatriculation de navires de commerce sous pavillon français. Les marins et entreprises de marine marchande française parlent de la création d'un pavillon de complaisance[87].
- Québec : les étudiants ont intensifié leurs moyens de pression. L'accès au port de Montréal a été bloqué durant quelques heures par les manifestants demandant l'abolition de la réforme de l'aide financière aux étudiants. À Québec les étudiants se sont fait entendre bruyamment, notamment en bloquant symboliquement le boulevard Charest le temps des feux rouges, se retirant dès que les feux de circulation changeaient au vert, chaque fois sous une pluie de klaxons d'encouragement.
- Vatican : l'état de santé du pape « est plus grave que lorsqu'il était à l'hôpital ».
- Monaco : l'état de santé du prince Rainier III de Monaco, 81 ans, hospitalisé depuis le 7 mars s'est aggravé. Le souverain a été placé en réanimation, selon un communiqué du palais.
- Sommaire
  - Haïti : les opérations de la MINUSTAH (Mission des Nations unies pour la stabilisation en Haïti) ne constituent pas un « changement d'attitude », estime l'Envoyé de l'ONU[88].
  - Le Tribunal spécial pour la Sierra Leone salue l'arrestation d'un proche de Charles Taylor[89].
  - Kofi Annan demandera à la Ligue arabe son soutien aux réformes des Nations unies[90],[91].
  - Afghanistan : la MANUA (La Mission d'assistance des Nations unies en Afghanistan) jouera son rôle dans les élections législatives fixées au 18 septembre 2005[92].
  - Les Nations unies lancent la « Décennie de l'Eau pour la vie[93] »[94].
  - Mort de deux Casques bleus en Haïti : condamnation du Secrétaire général et du Conseil de sécurité[95].

### Mercredi 23 mars 2005
- États-Unis : une cour d'appel a rejeté un nouveau recours des parents de Terri Schiavo pour continuer son alimentation par un cathéter[96].
- Europe : plusieurs experts estiment que l'euro prend une place plus importante comme monnaie internationale[97].
- Littérature : Jules Verne, dont le centenaire de la mort est célébré aujourd'hui, aura mélangé la réalité à l'imaginaire, au travers d'une centaine de romans et de nouvelles.
- Sommaire :
  - Kofi Annan appelle la Ligue arabe à soutenir le projet de convention sur le terrorisme[98].
  - Soudan : la situation au Darfour exige la présence de 8 000 hommes sur le terrain, selon Jan Pronk[99].
  - Conseil de sécurité : la coopération avec le TPIY entrouvre la voie de l'intégration à l'Europe de la Bosnie-Herzégovine[100].
  - Liban : le secrétaire général envisage une enquête approfondie sur l'assassinat de Rafic Hariri[101].

### Jeudi24 mars 2005
- Japon : ouverture officielle de l'Exposition spécialisée de 2005 près de Nagoya.
- France : Dominique de Villepin a annoncé jeudi la création de « cyberpatrouilles » de police sur internet.
- Kirghizstan, Bichkek : l'opposition a pris le pouvoir au Kirghizstan dans ce que sera appelé la Révolution des Tulipes, alors que le président Askar Akaïev aurait quitté le pays. Des manifestants ont pris possession de plusieurs ministères, conduisant le premier ministre Nikolaï Tanaïev à démissionner. L'ancien parlement a élu Ichenbaï Kadyrbekov pour être son président et l'a nommé président par intérim. Le gouvernement est confié à des membres des partis d'opposition menés par Kourmanbek Bakiev.

Depuis le premier tour des élections législatives en février 2005, des manifestations ont lieu dans le pays, sauf dans la capitale, pour dénoncer des irrégularités dans le processus électoral.
Au sein de la Communauté des États indépendants, le Kirghizstan est le troisième pays à connaître un processus révolutionnaire de ce type ces derniers mois après la Géorgie et l'Ukraine.
- Texas : une explosion survenue mercredi à la raffinerie BP de Texas City a fait au moins 14 morts et plus de 70 blessés.
- Chamonix : les familles des 39 victimes de l'incendie du tunnel du Mont-Blanc se sont rassemblées jeudi matin à Chamonix pour le sixième anniversaire du drame du 24 mars 1999.
- France : les lycéens saluent la loi Fillon en bloquant des lycées et en défilant.
- Espagne : Augusto Pinochet échappe à un procès pour l'assassinat du général Prats en 1974.
- France : le Premier ministre Jean-Pierre Raffarin a assuré sur TF1 qu'il allait conduire la campagne d'explication du gouvernement pour le oui au référendum sur la constitution européenne, et réaffirmé son optimisme sur l'emploi et la croissance.
- États-Unis d'Amérique : la Nasa prévoit d'installer la navette Discovery sur son pas de tir dans la première semaine d'avril en préparation d'une reprise des vols habités vers la Station spatiale internationale (ISS) à partir du 15 mai, a annoncé jeudi l'agence spatiale américaine.
- Monaco : aucune amélioration n'a été constatée jeudi concernant l'état de santé du prince Rainier, placé en réanimation et sous assistance respiratoire à la suite d'une infection pulmonaire doublée d'insuffisances cardiaque et rénale, a-t-on appris auprès de son entourage.
- Jeu vidéo : Sortie de la PlayStation Portable (PSP) en Amérique du Nord.
- Brisbane : incident diplomatique entre l'Australie et la Papouasie-Nouvelle-Guinée après que le premier ministre de PNG, Michael Somare, a dû se déchausser pour passer un contrôle de sécurité à l'aéroport de Brisbane. Depuis, le gouvernement de PNG réclame des excuses officielles.
- Sommaire
  - Le Conseil de sécurité vote la création d'une Mission des Nations unies au Soudan (MINUS)[103].
  - Abus sexuels des Casques bleus : un rapport de l'ONU propose des mesures concrètes[104].
  - Kirghizistan : le Secrétaire général appelle au règlement de la crise par des voies pacifiques[105].
  - Moyen-Orient : l'impasse est levée, estime Kieran Prendergast[106].
  - La Côte d'Ivoire en situation critique, selon un rapport du secrétaire général[107].
  - Afghanistan : le Conseil de sécurité proroge la Mission de l'ONU (MANUA) pour une nouvelle année[108].

### Vendredi25 mars 2005
- Monaco : le prince Rainier III de Monaco reste maintenu en survie artificielle au centre cardiothoracique de la principauté. « Le pronostic vital du souverain, en raison de la fragilité de ses fonctions cardiaque, respiratoire et rénale, reste réservé », a annoncé à la mi-journée le bureau de presse du palais dans un bulletin médical.
- Journalisme : l'agence France-Presse a remporté le prix de la meilleure photo d'actualité 2004 et cinq autres prix au premier concours international de photos de presse organisé par les médias chinois, ont annoncé vendredi les organisateurs.
- France, racisme : sept personnalités de gauche ou réputées proches de la gauche (Ghaleb Bencheikh, Élie Chouraqui, Chahdortt Djavann, Alain Finkielkraut, Jacques Julliard, Bernard Kouchner et Pierre-André Taguieff) lancent un appel, relayé par la branche française du mouvement sioniste Hachomer Hatzaïr et appuyé par la radio communautaire Radio Shalom, pour dénoncer les « ratonnades anti-Blancs » qu'auraient constitué, selon leur optique, les violences exercées par des groupes de casseurs lors de manifestations lycéennes les 15 février et 8 mars 2005. Cette pétition provoque diverses réactions, allant de l'approbation à l'hostilité.

### Samedi26 mars 2005
- Kirghizstan : l'ancien président Askar Akaïev s'est exilé aujourd'hui en Russie, après avoir fui au Kazakhstan, jeudi 24 mars, une révolution assez pacifique.

À Bichkek la capitale, le président par intérim Kourmanbek Bakiev a annoncé sa candidature à la prochaine élection présidentielle qui est fixée au 26 juin prochain. Cependant, des députés nouvellement élus en février-mars contestent la prolongation de l'ancien parlement bicaméral jusqu'en juin.
Felix Koulov, opposant chargé de commander les forces de sécurité, assure que le calme a été rétabli après des pillages.
- Monaco : l'état de santé du prince Rainier de plus en plus alarmant.
- Rome : Jean-Paul II est apparu vendredi soir grâce à une liaison vidéo établie avec sa chapelle privée du Vatican.
- Gironde : le boucher de Sallebœuf acquitté. Cet homme de 53 ans était jugé pour avoir blessé, dans un accès de rage, sept personnes à coups de couteau en juin 2003.
- France, Sarthe : un accident d'autocar a fait deux morts et vingt blessés samedi matin sur l'A28, entre Le Mans (Sarthe) et Alençon (Orne). Trois des blessés sont grièvement atteints. L'autocar transportait trente-cinq passagers, surtout des personnes âgées. Le chauffeur a perdu le contrôle pour des raisons inconnues.
- France, Rhône : quatorze personnes intoxiquées par du monoxyde de carbone dans une église à Saint-Nizier d'Azergues.
- France, flop : allumer ses feux de croisement le jour est encore loin d'être un réflexe ! Depuis fin octobre, les automobilistes sont incités à rouler en journée avec leurs feux de croisement, hors agglomération pour faire baisser le nombre d'accidents. Seulement un conducteur sur quatre jouerait le jeu. L'expérimentation se termine ce week-end et les conducteurs ne semblent pas convaincus. En revanche, la mesure a bien marché cet automne : un pic a même été atteint au mois de décembre, avec cinq conducteurs sur dix. En attendant les résultats de l'étude, les automobilistes sont invités à poursuivre l'opération.
- Océan Pacifique : Maud Fontenoy sur le point de s'offrir un nouvel océan. Après l'Atlantique en 2003, elle va devenir la première femme à avoir traversé le Pacifique à la rame. Partie le 12 janvier du Pérou, elle est attendue ce week-end en Polynésie après un périple de 8 000 kilomètres en un peu plus de 70 jours, soit un mois d'avance sur ses prévisions. La navigatrice a bénéficié de courants favorables. Maud Fontenoy doit accoster précisément sur Hiva Oa, l'îlot mythique où sont enterrés Jacques Brel et Paul Gauguin. Arrivée sous les cocotiers samedi soir ou dimanche matin.
- Économie : le pouvoir d'achat des salariés, et notamment celui des cadres, a reculé au quatrième trimestre 2004. ce qui donne de nouveaux  arguments aux syndicats qui réclament l'ouverture de négociations salariales dans le secteur privé face à un patronat plus que réticent...
- France : les douaniers ont saisi vendredi trois tonnes de résine de cannabis dans un camion frigorifique sur l'A7.
- Lille : deux garçons ont été grièvement blessés, éjectés d'une chenille de la foire aux manèges.
- Paris : la foire du Trône ouvre ses portes. Cinq millions de visiteurs y sont attendus jusqu'au 22 mai. L'intégralité de la recette des entrées de vendredi soir a été reversée à l'association Laurette Fugain qui lutte contre la leucémie et les maladies du sang.
- Liban : un nouvel attentat, le troisième en une semaine, a frappé samedi soir un quartier chrétien dans la banlieue de Beyrouth, provoquant de très gros dégâts matériels et plusieurs incendies, sans qu'il soit possible dans l'immédiat de savoir si des victimes étaient à déplorer.
- Japon : Le président français Jacques Chirac a vanté samedi l'A380 devant le patronat nippon afin de permettre à Airbus de faire une entrée au Japon qui est fidèle depuis un demi-siècle à son rival Boeing.
- Grande-Bretagne : mort de l'ancien Premier ministre britannique James Callaghan, à la veille de ses 93 ans, à son domicile du Sussex (Angleterre). Ancien chef du parti travailliste, il occupa le poste de Premier ministre d'avril 1976 à mai 1979, date à laquelle il fut battu par les conservateurs de Margaret Thatcher. Son gouvernement ne résista pas à une vague de mouvements sociaux qui agitèrent la Grande-Bretagne durant l'hiver 1978-1979.
- France, Nord : une jeune fille est morte samedi soir, poignardée dans la rue à Tourcoing près de Lille, à la suite d'un différend entre des jeunes gens de deux familles, a-t-on appris dimanche auprès de la police et des pompiers. L'adolescente, âgée de 17 ans, a reçu au moins un coup de couteau, selon la  police. Blessée au thorax, elle n'a pu être réanimée par les pompiers. Le drame, qui s'est produit vers 22 h, serait lié à une « querelle  relativement importante entre des jeunes de deux familles » de Tourcoing, a précisé la police. Le commissariat de Tourcoing est chargé de l'enquête.
- Australie, Melbourne : mort du batteur de Crowded House, Paul Hester, dans la nuit de vendredi à samedi à Melbourne.

### Dimanche27 mars 2005
- Europe, passage à l'heure d'été : le passage à l'heure d'été se fera à 2 h du matin, il sera alors 3 heures.
- Kirghizstan, Bichkek : la commission électorale s'est prononcé pour que le Parlement monocamériste élu en février-mars soit reconnu alors que la Cour suprême (en) a reconnu la légalité du Parlement bicamériste sortant, jeudi 24 mars.
- Tokyo, Japon : le président français Jacques Chirac a rencontré le Premier ministre japonais Jun'ichirō Koizumi après trois jours de visite au Japon. Deux problèmes dans les relations entre les deux pays sont restés en place. Le gouvernement japonais apprécie peu que l'Union européenne pense à lever son embargo sur la vente d'armes à la République populaire de Chine (et alors que le parlement chinois a voté une loi autorisant l'usage de la guerre si l'île de Taïwan prononçait son indépendance). Les deux pays sont en concurrence pour accueillir l'International Thermonuclear Experimental Reactor (ITER), réacteur nucléaire expérimental.
- Macédoine : deuxième tour des élections municipales. Une majorité des 85 municipalités doivent élire leur maire si la majorité absolue n'a pas été atteinte au premier tour. Dix d'entre elles organisent à nouveau un premier tour à cause d'irrégularités constatées par les observateurs de l'OSCE.

Ces élections sont importantes pour l'intégration du pays dans les institutions d'association de l'OTAN et de l'Union européenne. Elles sont la dernière clause des accords d'Ohrid de 2001 qui mettait fin à plusieurs mois de combats entre l'armée gouvernementale et des opposants albanais armés.
- Rome : le pape Jean-Paul II filmé de dos lors du Vendredi Saint, pendant le chemin de croix. Absent jusque-là des célébrations pascales, Jean-Paul II devait clore les cérémonies par sa bénédiction « urbi et orbi ». Son souffle et sa souffrance ne lui ont pas permis de prononcer sa bénédiction.
- Gourmandise : un atelier « spécial œuf de Pâques » était organisé samedi après-midi à l'école de cuisine de l'hôtel parisien « Le Ritz », pour les enfants âgés entre six et treize ans accompagné de leurs parents. Mais, avant de toucher aux spatules, le chef cuisinier donne les premières explications. L'exercice est délicat mais les élèves sont plutôt studieux et appliqués. Le moulage est la deuxième étape : l'auditoire est toujours aussi réceptif et ne laisse rien passer au chef. Une fois le chocolat bien refroidi, il est temps de passer à l'assemblage. Reste à soigner la présentation.
- Monaco : le prince Rainier de Monaco se trouvait samedi entre la vie et la mort, son pronostic vital étant jugé « extrêmement réservé » par ses médecins qui déplorent une « dégradation progressive » des fonctions vitales.
- Rome : Jean-Paul II n'a pas été en mesure de prononcer la bénédiction « urbi et orbi » clôturant les célébrations de Pâques. Jean-Paul II est d'abord apparu à la fenêtre de ses appartements du Vatican pour bénir les fidèles place Saint-Pierre à Rome. Il a suivi la lecture de son message.
- France : deux skieurs ont été oubliés toute une nuit sur un télésiège aux Arcs 1600 (Savoie). Les deux skieurs, venus de Paris, sortis de l'hôpital dimanche, avaient été trouvés dimanche matin assis sur le télésiège dans un état d'hypothermie modérée. À la suite de l'arrêt du télésiège, ils avaient été abandonnés sur la remontée mécanique et la station des Arcs a reconnu « un manque de vigilance du personnel présent  au départ du télésiège ».
- États-Unis d'Amérique : Terri Schiavo, dans le coma depuis quinze ans, a reçu la communion.
- Tahiti, Polynésie française : un accord entre les 300 miliciens du Groupement d'Intervention de la Polynésie (GIP) et le gouvernement du président de Polynésie Oscar Temaru, met fin au blocage du port de Papeete. Temaru a renoncé à nommer un de ses proches, Robert Maker, chef du GIP.

### Lundi28 mars 2005
- Océan Indien, tremblement de terre : un séisme de magnitude 8,2 a eu lieu sous l'océan Indien, à 200 km au large de l'île de Sumatra, vers 23 h 9, heure locale, 16 h 9 GMT. Cette zone a déjà été touchée par un tremblement de terre, le 26 décembre 2004.
- Gard et territoire de Belfort, France : le lundi de Pâques n'est pas férié dans ce département qui a choisi ce jour comme jour de solidarité au profit des personnes âgées. Habituellement choisi partout ailleurs en France, le lundi de Pentecôte est un des jours de la feria de Nîmes. Cependant, de nombreux commerces et administrations publiques gardoises restent fermées. Dans le Gard, la FCPE et le conseil général évoquent aussi le gaspillage de l'ouverture des établissements scolaires où se sont présentés peu d'élèves, mais qui a requis le maintien des transports scolaires et des personnels[111].
- Espace : les occupants de l'ISS ont commencé une sortie dans l'espace qui doit durer près de six heures.
- France, Var : trois morts dans le crash d'un petit avion de tourisme.
- Japon : un Airbus A330-200 d'EVA Air, transportant 267 passagers entre Taipei et Tokyo, a dû effectuer un atterrissage d'urgence sur l'aéroport de Tokyo-Narita. Vingt-quatre personnes ont été légèrement touchées tandis que douze souffrent de blessures plus sérieuses comme des os cassés, selon un responsable de l'aéroport.
- Essonne : un surveillant de la prison de Fleury-Mérogis a été agressé alors qu'il faisait ses courses en civil sur le marché de Grigny.
- Savoie, méningite : une jeune femme a été hospitalisée à Monaco après avoir participé à un rassemblement d'étudiants.
- Bouches-du-Rhône : un corps en décomposition découvert au pied d'une grotte surplombant la mer à La Ciotat.
- Commission européenne-informatique : la Commission européenne et Microsoft sont parvenus à un accord sur la dénomination d'une version Windows sans le lecteur de logiciels audio vidéo Media Player que le géant du logiciel voudrait commercialiser d'ici à quelques semaines, a-t-on appris lundi auprès de Microsoft. Son nom : Windows XP Home Edition N.
- Québec, Canada : poursuite de la grève des étudiants qui réclament 103 millions de dollars en bourses. Cette grève a pour fond la coupure du gouvernement de 103 millions. Les étudiants, après un an de moyens de pression, ont décidé de passer aux actes en allant vers la grève générale. Cette grève dure depuis maintenant un mois et un mutisme s'installe entre le gouvernement et les deux grandes fédérations étudiantes qui sont représentées à la table de négociation. Les étudiants, déterminés à ne pas mettre d'eau dans leur vin, réclament l'entièreté des 103 millions alors que le gouvernement propose ce que plusieurs éditorialistes québécois traitent d'offres bancales. Par ailleurs, l'opposition, formée du Parti québécois et de l'Action démocratique du Québec, appuie les étudiants dans leur revendication. De plus, les tiers parti Union des Forces Progressistes ainsi qu'Option citoyenne de la militante féministe Françoise David appuient le mouvement qui va en s'accentuant malgré le danger d'une annulation de session. Les mouvements syndicaux (CSQ, CSN) appuient aussi le mouvement, eux, qui iront bientôt en négociation dans le secteur public.
- Sommaire
  - Conseil de sécurité : la faisabilité de l'élection présidentielle menacée en Côte d'Ivoire[112].
  - R.D. du Congo : le Secrétaire général appelle le Gouvernement à assurer la sécurité dans la perspective des élections[113].
  - Irak : l'envoyé de l'ONU consulte le grand ayatollah al-Sistani[114].
  - L'ONU marque la 20e Journée de solidarité avec les fonctionnaires détenus ou portés disparus[115].
  - Liban : le Secrétaire général condamne l'attentat perpétré à la veille de Pâques[116].
  - Kosovo : l'Envoyé de l'ONU salue l'accord de l'Église orthodoxe serbe à la reconstruction des sites religieux[117].

### Mardi29 mars 2005
- Bosnie-Herzégovine : le haut représentant de la communauté internationale, Paddy Ashdown, a limogé le représentant des Croates de Bosnie à la présidence, Dragan Covic, qui est poursuivi pour corruption par la justice bosniaque. Par les accords de Dayton, le haut représentant a des pouvoirs dont il use à sa discrétion pour garantir la paix entre les communautés du pays[118].
- Irak, Bagdad : lors de sa deuxième session, l'Assemblée nationale transitoire -élue le 30 janvier 2005- n'a pas réussi à élire son président. Ce poste est réservé à un sunnite, mais les députés de cette obédience religieuse n'ont pas réussi à se désigner un candidat après le retrait de l'actuel président par intérim, Ghazi al-Yaouar.
- Maroc : sept touristes français sont morts mardi dans un accident d'autocar à 650 kilomètres au sud-ouest de Rabat. L'accident, qui s'est produit en fin de matinée, a également fait une trentaine de blessés, parmi lesquels trois Français, selon une source hospitalière à l'hôpital de Taroudan. L'autocar est entré en collision avec un 4X4 sur une route reliant deux communes rurales de la région montagneuse de l'anti-Atlas, à 120 kilomètres de Taroudan.
- Tchétchénie : pour la première fois depuis une décennie, Sergueï Lapine, un officier du ministère de l'intérieur russe, a été condamné à onze ans de prison pour « des blessures corporelles [infligées] à des citoyens de la république tchétchène ». D'après un rapport de l'ONG Human Rights Watch, de 3 à 5 000 Tchétchènes ont disparu depuis 1999[119].
- France, mariage : le Sénat a relevé par amendement l'âge du mariage des femmes de 15 ans à 18 ans, ajouté à la proposition de loi sur la lutte contre les violences au sein du couple. Les sénateurs souhaitent éviter les mariages forcés des jeunes filles. Le procureur de la République garde, en cas d'urgence, le droit d'autoriser un mariage avant cet âge. Pour entrer en vigueur, la proposition doit être adoptée dans les mêmes termes par l'Assemblée nationale.
- France : l'automobiliste, qui circulait mercredi sur l'A1, affirme qu'il n'a pas pu freiner à un péage à cause d'un « défaut » de son régulateur de vitesse. Il a percuté un muret en béton. Selon le quotidien « Les Dernières Nouvelles d'Alsace » qui a révélé cette nouvelle affaire, le conducteur avait réglé son régulateur à 130 km/h et n'a pas pu le désactiver.
- France : l'expérimentation de l'allumage des feux de croisement des automobiles le jour est prolongée jusqu'à l'automne prochain.
- France, Tours : Jean-Pierre Roux-Durraffourt a été condamnée à la prison à perpétuité. Le prévenu comparaisait pour avoir tué quatre personnes par balles et en avoir blessé sept autres le 29 octobre 2001 lors d'une expédition de terreur à Tours. Il est jugé depuis le 16 mars par la cour d'assises d'Indre-et-Loire pour assassinats, tentatives d'assassinats, tentatives de meurtres sur un militaire de la gendarmerie et sur un fonctionnaire de police.
- Sommaire
  - Pétrole contre nourriture : Kofi Annan disculpé de toute faute par la Commission Volcker[120].
  - Indonésie : l'ONU mobilisée au secours des victimes du tremblement de terre[121].
  - « Ne laissez pas s'effondrer la Guinée-Bissau », exhorte l'Envoyé de l'ONU pour l'Afrique de l'Ouest[122].
  - Cambodge : 38,4 millions de dollars promis à l'ONU pour financer le procès des Khmers rouges[123].
  - « Pétrole contre nourriture » : Kofi Annan reçoit le deuxième rapport de la Commission d'enquête indépendante[124].

### Mercredi30 mars 2005
- Québec : Plus de 185 000 étudiants du niveau collégial et universitaire sont en grève, dont 75 000 depuis bientôt un mois. Ils réclament l'abolition de la réforme de l'aide financière entreprise par le gouvernement Charest, le maintien du gel des frais de scolarité ainsi que le maintien du réseau collégial. Un des enjeux principaux de cette grève est le montant de 103M$, coupé dans le régime des prêts et bourses par le ministre de l'éducation Pierre Reid (remplacé par Jean-Marc Fournier au milieu de la grève). La grève ne se terminera qu'au début avril, lors d'une entente de principe avec le gouvernement. Bien que les attentes des étudiants n'ont pas été entièrement comblées, ces derniers auront créé un rapport de force considérable, en plus de provoquer un débat de société sur l'avenir de l'éducation et de proposer un plan de société basé sur une éducation plus équitable et accessible.
- Allemagne : à Strasbourg, la Cour européenne des droits de l'homme a débouté d'anciens propriétaires terriens et d'industris d'Allemagne de l'Est qui contestent l'indemnisation d'après la loi allemande du 27 septembre 1994 à la suite des confiscations d'après la Seconde Guerre mondiale[125].
- Vatican : Jean-Paul II étant très diminué par ses problèmes de respiration, une nouvelle hospitalisation est envisagée. Il s'agira de sa dernière apparition publique avant son décès le 2 avril 2005.
- Monaco : l'état du prince Rainier est stationnaire.
- France : Jean-Pierre Raffarin se veut rassurant sur le sort de Florence Aubenas.
- Côte d'Ivoire : le mandat des forces de l'ONU devrait être prolongé.
- Sommaire
  - PNUE : la dégradation des écosystèmes compromettra irrémédiablement le développement[126].
  - R. D. du Congo : le Conseil de sécurité demande au Gouvernement de désarmer les « combattants étrangers »[127].
  - Liban : le rapport sur l'assassinat de Rafic Hariri recommande une Commission d'enquête internationale[128].
  - Conseil de sécurité : de nouvelles sanctions imposées aux belligérants du Darfour[129].

### Jeudi31 mars 2005
- Zimbabwe : victoire du parti du président Robert Mugabe, le Union nationale africaine du Zimbabwe-Front patriotique (Zanu-PF). Les partis d'opposition dénoncent des fraudes.
- Monaco : en raison de l'état d'empêchement pour le prince Rainier III d'exercer ses hautes fonctions, la principauté annonce que son fils Albert assure désormais la régence.
- France, radio-télévision : dans une partie du pays, début de la diffusion des chaînes gratuites de la télévision numérique terrestre (TNT).
- Tchéquie, insolite : la carte postale qu'un prisonnier de guerre tchèque avait envoyée en 1945 à ses parents arrive soixante ans après par la famille de son oncle, vivant en Pologne. La carte était partie d'un camp de prisonniers tenu par l'armée des États-Unis, en France[130].
- France : détruit par la tempête de 1999, le moulin de Valmy va renaître.
- France : les ratés avec les régulateurs de vitesse se multiplient.
- Rome, Vatican : L'état du pape Jean-Paul II s'est aggravé ces dernières heures, le souverain pontife ayant une forte fievre et une tension arterielle assez basse.
- États-Unis d'Amérique : pour la troisième année consécutive, le chanteur Michael Jackson, actuellement traduit en justice et sous le coup d'une accusation de pédophilie, arrive en tête des « Américains les plus ridicules », selon un sondage téléphonique (America's Most Foolish Individual for 2005) réalisé auprès de 1 030 personnes par la société de relations publiques de Jeff Barge, basée à New York. Ce sondage place également parmi les dix premiers Martha Stewart, animatrice de télévision récemment libérée de prison, George W. Bush, président des États-Unis, Dan Rather, ex-présentateur vedette du CBS Evening News durant 24 ans, soupçonné de mensonge et manipulation durant la dernière campagne présidentielle, et Janet Jackson, sœur du « vainqueur » et elle-même chanteuse, qui avait défrayé la chronique en février 2004, en laissant son sein droit apparaître, « par accident », lors du Super Bowl XXXVIII.
- Sommaire
  - R. D. du Congo : la MONUC salue la décision des milices rwandaises (FDLR) de désarmer[131].
  - « Pétrole contre nourriture » : l'ONU ouvre une enquête indépendante contre le chef des Services de contrôle internes[132].
  - Liban/Syrie : l'Envoyé de l'ONU, Terje Roed-Larsen, entame une nouvelle tournée au Moyen-Orient[133].
  - Guinée-Bissau : le Conseil de sécurité préoccupé par la candidature de l'ex-Président Kumba Yala[134].
  - Côte d'Ivoire : graves violations des droits de l'homme, selon un rapport de la Mission (ONUCI) de l'ONU[135].